# Cruriraja hulleyi
Cruriraja hulleyi är en rockeart som beskrevs av Aschliman, Ebert och Compagno 20. Cruriraja hulleyi ingår i släktet Cruriraja och familjen egentliga rockor. Inga underarter finns listade i Catalogue of Life.